# Male Žablje
Male Žablje (in italiano in passato Sable Piccola o Mala Sabla, nel XIX secolo in tedesco Kleine Sablie) è un paese della Slovenia, insediamento (naselje) del comune di Aidussina.
La località, che si trova a 109,7 metri s.l.m. ed a 25,7 chilometri dal confine italiano, è situata sulle colline del Vipacco (Vipavski griči) a 4,9 km dal capoluogo comunale. È capoluogo di una delle 28 comunità locali in cui si suddivide il comune.
L'insediamento è costituito oltre al capoluogo anche dagli agglomerati di Bitna e Podhum.

## Geografia fisica

### Corsi d'acqua
Fiume Vipacco (Vipava); Vrnivec.

## Storia
Durante il dominio asburgico la località era una frazione (Enclave) del comune di Santa Croce (Heiligenkreuz, Sveti Križ), nella Contea di Gorizia e Gradisca (a sua volta parte dapprima del Regno d'Illiria e poi dal 1849 del Litorale austriaco). Era nota con i toponimi sloveni di Male Žablje o Mala Žablje, con quello tedesco di Kleine Sablie e con quello italiano di Mala Sabla.
Nel 1920, in seguito alla prima guerra mondiale e al Trattato di Rapallo, la località venne annessa al Regno d'Italia come il resto della regione. Il suo toponimo venne italianizzato in Sable piccola o Sable piccolo. Nel 1923 la località venne inquadrata assieme al comune di Santa Croce (divenuta nel frattempo Santa Croce di Aidussina) nella provincia del Friuli, per poi passare nel 1927 alla ricostituita provincia di Gorizia.
Nel 1947, in seguito alla seconda guerra mondiale e ai Trattati di Parigi, l'intera area passò alla Jugoslavia. Dal 1991 fa parte della Slovenia.